# M107 (снаряд)
M107 — осколково-фугасний артилерійський снаряд калібру 155 мм виробництва США. Поступово йому на заміну приходить снаряд M795.
Завдяки простоті та порівняній дешевизні у виготовленні, загальній доступності, залишається одним із найпоширеніших снарядів даного калібру попри моральну застарілість.
Виробництво налагоджене у низці країн багатьма виробниками.
Став подальшим розвитком снаряда M102 — основного боєприпасу американської причіпної гаубиці M1917/M1918 (копія французької Canon de 155 mm GPF) часів Першої світової війни. Створений для використання у причіпній гаубиці M1 часів Другої світової війни, але відтоді здобув великого поширення та сумісність з численними артилерійськими системами калібру 155 мм.

## Опис
Снаряд M107 роздільного заряджання, має сталевий корпус наповнений вибуховою речовиною.
Снаряд може містити або 6,62 кг тротилу, або ж 6,985 Composition B.
Починаючи з 1977 року в Сполучених Штатах виготовляють снаряди споряджені лише тротилом.
Споряджений тротилом снаряд M107 утворює близько 1950 уламків при детонації.
В 1944 році для встановлення підривачів з датчиками відстані (VT fuzes) стали свердлити додаткову порожнечу під отвором для вкручування підривача.
При використанні звичайних підривачів ця порожнеча заповнена 136 г тротилу в алюмінієвій обгортці. За потреби її можна прибрати та вкрутити відповідний підривач.
Снаряди M107 ділять на п'ять категорій в залежності від маси: від 40,82 кг (друга категорія) до 42,91 кг (п'ята категорія). Приналежність до категорії позначають на корпусі снаряда відповідними помітками.
Для цих снарядів була розроблена система зарядів у мішечках. Згодом з'явились нові системи з модульними зарядами.
Також були створені навчальні снаряди з інертним наповненням або світлошумовими та димовими шашками (наприклад, Prca M804), що не детонують при зіткненні з землею. Однак у деяких випадках стрільба навчальними снарядами може бути дорожча за стрільбу самими M107
В 2018 році ХК «Артем» повідомила про плани налагодити виробництво масових снарядів M107 на своїх виробничих потужностях в Україні.

## Тактико-технічні характеристики
- Маса при стрільбі: 43,88 кг
- Вибухова речовина: 6,62 кг тротилу або 6,985 Composition B
- Довжина (без детонатора): 605,3 мм
- Діаметр снаряда: 154,89 мм
- Діаметр за пояском: 157,98 мм
- Детонатори (з додатковою вибухівкою)
  - PD M51A5, M728 family, M557, M572, M739, M564, M577, M582, M732
- Детонатори (без додаткової вибухівки):
  - M728

- Максимальна відстань:
  - Постріл з гармати M1/M1A1 причіпних гаубиць M114/M114A1 із зарядом 7
  - Постріл з гармати M126/M126A1 самохідних гаубиць M109 із зарядом 7
    - 14 600 м

  - Постріл з гармати M185 гаубиць M109A1 — M109A4 із зарядом 8
  - Постріл з гармати M119 причіпних гаубиць M198 із зарядом 8
    - 18 100 м

  - Снаряд М107 заборонено використовувати з потужнішими пороховими зарядами, які могли б забезпечують дальність понад 18700 м[3]